# Lista de primeiros-ministros do Bangladesh
Esta lista de primeiros-ministros do Bangladesh compreende as nove pessoas que exerceram a chefia do governo desde a independência do Paquistão em 1971 até à atualidade, compreendendo 12 diferentes mandatos, incluindo ainda seis chefes de governo interinos. 
A última primeira-ministra do Bangladesh foi Hasina Wazed, eleita nas eleições parlamentares de 2008, após uma série de protestos ela renunciou e fugiu do país em 2024. Após sua renúncia, as Forças Armadas de Bangladesh anunciaram a formação de um governo interino comandado por militares e liderado por Muhammad Yunus.

## Primeiros-ministros
| Nº | Primeiro(a)-ministro(a)                         | Primeiro(a)-ministro(a) | Início do mandato     | Fim do mandato        | Partido                            |
| -- | ----------------------------------------------- | ----------------------- | --------------------- | --------------------- | ---------------------------------- |
| 1  | Tajuddin Ahmad                                  |                         | 17 de abril de 1971   | 12 de janeiro de 1972 | Liga Popular de Bangladesh         |
| 2  | Mujibur Rahman                                  |                         | 12 de janeiro de 1972 | 6 de março de 1972    | Liga Popular de Bangladesh         |
| 3  | Mujibur Rahman                                  |                         | 7 de março de 1973    | 25 de janeiro de 1975 | Liga Popular de Bangladesh         |
| 4  | Mansur Ali                                      |                         | 25 de janeiro de 1975 | 15 de agosto de 1975  | Liga Popular de Bangladesh         |
| -  | Mashiur Rahman (Ministro Sénior)                |                         | 29 de junho de 1978   | 12 de março de 1979   | Partido Nacionalista do Bangladesh |
| 5  | Ataur Rahman Khan                               |                         | 30 de março de 1984   | 9 de julho de 1986    | Partido Jatiya                     |
| 6  | Mizanur Rahman Chowdhury                        |                         | 9 de julho de 1986    | 27 de março de 1988   | Partido Jatiya                     |
| 7  | Moudud Ahmed                                    |                         | 27 de março de 1988   | 12 de agosto de 1989  | Partido Jatiya                     |
| 8  | Kazi Zafar Ahmed                                |                         | 12 de agosto de 1989  | 6 de dezembro de 1990 | Partido Jatiya                     |
| 9  | Khaleda Zia                                     |                         | 20 de março de 1991   | 30 de março de 1996   | Partido Nacionalista do Bangladesh |
| -  | Muhammad Habibur Rahman (Conselheiro Chefe)     |                         | 30 de março de 1996   | 23 de junho de 1996   | Nenhum (independente)              |
| 10 | Hasina Wazed                                    |                         | 23 de junho de 1996   | 15 de julho de 2001   | Liga Popular de Bangladesh         |
| -  | Latifur Rahman (Conselheiro Chefe)              |                         | 15 de julho de 2001   | 10 de outubro de 2001 | Nenhum (independente)              |
| 11 | Khaleda Zia                                     |                         | 10 de outubro de 2001 | 29 de outubro de 2006 | Partido Nacionalista do Bangladesh |
| -  | Iajuddin Ahmed (Presidente e Conselheiro Chefe) |                         | 29 de outubro de 2006 | 11 de janeiro de 2007 | Nenhum (independente)              |
| -  | Fazlul Haque (Conselheiro Chefe interino)       |                         | 11 de janeiro de 2007 | 12 de janeiro de 2007 | Nenhum (independente)              |
| -  | Fakhruddin Ahmed (Conselheiro Chefe)            |                         | 12 de janeiro de 2007 | 6 de janeiro de 2009  | Nenhum (independente)              |
| 12 | Hasina Wazed                                    |                         | 6 de janeiro de 2009  | 5 de agosto de 2024   | Liga Popular de Bangladesh         |
| -  | Muhammad Yunus (Conselheiro Chefe)              |                         | 8 de agosto de 2024   | presente              | Nenhum (independente)              |